# Stefán Teitur Þórðarson
Stefán Teitur Þórðarson (Akranes, 16 de octubre de 1998) es un futbolista islandés que juega en la demarcación de centrocampista para el Preston North End F. C. de la EFL Championship.

## Selección nacional
Tras jugar con la selección de fútbol sub-21 de Islandia finalmente debutó con la selección absoluta el 15 de enero de 2020. Lo hizo en un partido amistoso contra Canadá que finalizó con un resultado de 0-1 a favor del combinado islandés tras un gol de Hólmar Eyjólfsson.

## Clubes
| Club                     | País       | Año       | Partidos | Goles |
| ------------------------ | ---------- | --------- | -------- | ----- |
| Knattspyrnufélagið Kári  | Islandia   | 2015      | 1        | 0     |
| Íþróttabandalag Akraness | Islandia   | 2016-2020 | 89       | 23    |
| Silkeborg IF             | Dinamarca  | 2020-2024 | 125      | 16    |
| Preston North End F. C.  | Inglaterra | 2024-     | 47       | 3     |

## Palmarés

### Títulos nacionales
| Título            | Club         | País      | Año  |
| ----------------- | ------------ | --------- | ---- |
| Copa de Dinamarca | Silkeborg IF | Dinamarca | 2024 |